# ون بیورن (ایندیانا)
ون بیورن، ایندیانا (به انگلیسی: Van Buren, Indiana) یک سکونتگاه مسکونی در ایالات متحده آمریکا است که در شهرستان گرانت، ایندیانا واقع شده‌است.

## خصوصیات
ون بیورن ۱٫۵۰ کیلومترمربع مساحت و ۸۶۴ نفر جمعیت دارد و ۲۵۸ متر بالاتر از سطح دریا واقع شده‌است.